# Rheumaptera sagittifera
Rheumaptera sagittifera är en fjärilsart som beskrevs av Karl Grünberg 1890. Rheumaptera sagittifera ingår i släktet Rheumaptera och familjen mätare. Inga underarter finns listade.